# Sam Young
Samuel David "Sam" Young (Washington D.C., 1 de junho de 1985) é um jogador norte-americano de basquete profissional que atuou na  National Basketball Association (NBA). Foi o número 36 do Draft de 2009. Atualmente joga na Liga Libanesa pelo Homenetmen Beirut.